# Cimèlids
Els cimèlids (Cimeliidae), antigament axioïdeus, són una família de lepidòpters ditrisis de la superfamília dels drepanoïdeus (Drepanoidea), amb dos gèneres, Axia i Epicimelia, d'incerta relació respecte als macrolepidòpters, però propera a les superfamílies Calliduloidea, Geometroidea, Bombycoidea, Mimallonoidea i Lasiocampoidea, i Noctuoidea.
Excepcionalment, tenen un parell d'òrgans en forma de butxaca en el setè espiracle abdominal de l'arna adulta, que possiblement són òrgans receptors del so. Es tracta d'arnes de colors bastant grans i brillants que només proliferen al sud d'Europa i els entorns del Mediterrani i s'alimenten d'espècies d’Euphorbia. De vegades se senten atrets per la llum.